# Hiroyasu Kawakatsu
Hiroyasu Kawakatsu (jap. 川勝 博康, Kawakatsu Hiroyasu; * 19. September 1975 in der Präfektur Kyoto) ist ein ehemaliger japanischer Fußballspieler.

## Karriere
Kawakatsu erlernte das Fußballspielen in der Schulmannschaft der Yamashiro High School und der Universitätsmannschaft der Dōshisha-Universität. Seinen ersten Vertrag unterschrieb er 1998 bei den Kyoto Purple Sanga. Der Verein spielte in der höchsten Liga des Landes, der J1 League. Für den Verein absolvierte er 19 Erstligaspiele. Ende 2000 beendete er seine Karriere als Fußballspieler.